# Tabocas do Brejo Velho
Tabocas do Brejo Velho este un oraș în statul Bahia (BA) din Brazilia.